# Trichopoda haitensis
Trichopoda haitensis là một loài ruồi trong họ Tachinidae.